# Mathis Babylette
La Babylette era un'autovettura di fascia medio-bassa prodotta tra il 1912 ed il 1914 dalla casa automobilistica francese Mathis.

## Profilo
La Babylette rappresentò il primo, vero successo commerciale per la Casa di Strasburgo. Di dimensioni estremamente contenute, la Babylette fu pensata per offrire una vettura economica ad una schiera più vasta di clienti. Fu lanciata nel 1912, stesso anno in cui fu introdotta la Peugeot Bébé, una delle sue principali concorrenti.
La Babylette era disponibile sia come torpedo sia come coach: si poteva avere però anche in versione commerciale.
La Babylette è ritenuta da molti come una delle prime tra quelle piccole vetture note come autocicli, e ciò la mise in concorrenza anche con le vere progenitrici di tale categoria di auto, ossia le Bédélia.
Le prime Babylette utilizzavano un telaio dal passo di soli 2065 mm, ma ben presto tale telaio fu soppiantato da un telaio di 12 cm più lungo.
La Babylette montava un motore a 4 cilindri da 950 cm³ di cilindrata, in grado di erogare una potenza massima di 10 CV. Per il resto, la meccanica era votata all'economia: per esempio, l'impianto frenante agiva solo sulle ruote posteriori.
Il cambio era a 3 marce. Il retrotreno era addirittura senza differenziale.
La velocità massima era di circa 55 km/h.
Alla fine del 1913, la Babylette beneficiò di un incremento di cilindrata, passando a 1057 cm³: la potenza massima arrivò così a 14 CV e la velocità massima a 60 km/h.
La Babylette fu anche impiegata in alcune competizioni, come per esempio al Gran Premio di Francia del 1913, quando una Babylette si presentò alla linea di partenza con un equipaggio d'eccezione: Èmile Mathis in persona e la sua compagna come meccanico. La Babylette si aggiudicò la gara, classificandosi al primo posto nella sua categoria.
Alla fine del 1914, la Babylette fu tolta di produzione, per essere ripresa nel 1919 come Type S.